# Advokatetik i Sverige
Advokatetik är en del av den juridiska filosofin och en viktig del av advokatyrket. Advokatetiken innefattar en rad olika regler, exempelvis hur advokaten ska agera med klienter, motparter och vittnen, hur man ska avböja uppdrag samt hur tystnadsplikten ska användas. Advokater verksamma i Sverige är enligt svensk lag skyldiga att följa god advokatsed. Det advokatetiska regelverket består främst av de vägledande reglerna om god advokatsed (VRGA), samt av den praxis som skapas av Advokatsamfundets disciplinnämnd och styrelsens vägledande uttalanden.

## Svensk lagstiftning om advokatetik
Skyldigheten att som advokat följa god advokatsed är således inte bara en etisk plikt utan en rättslig skyldighet enligt rättegångsbalken. God advokatsed är den etik som advokater måste tillämpa i sin yrkesutövning. Skyldigheten för advokater att följa god advokatsed upprätthålls genom ett system av disciplinära påföljder (erinran, varning, varning med straffavgift och uteslutning) som disciplinnämnden kan besluta om i enskilda fall. Vad som är god advokatsed är något som inte kan bestämmas en gång för alla, utan påverkas av samhällsutvecklingen. I samband med att samhället och människors livsförhållanden förändras ändras även uppfattningen om vad som är god advokatsed.
En advokat är en juridiskt skolad person som är ledamot av Advokatsamfundet. Titeln advokat är skyddad vilket innebär att man inte får kalla sig för advokat utan att vara ledamot i Sveriges Advokatsamfund. Utger man sig för att vara advokat utan att vara det kan man dömas till böter.
Advokater arbetar som ombud för antingen juridiska eller fysiska personer i rättsliga angelägenheter. I Sverige finns inget advokatmonopol. Det innebär att man inte måste använda sig av en advokat om man behöver ett ombud vid en rättegång. Dock när det gäller offentliga försvarare i brottmål ska det förordnas en advokat.

## Advokatetik i förhållande till andra etiska krav
Etiken kan ses som en typ av moral men faktum är att etiken är en reflektion över moralen. Advokatetiken existerar för att advokatens klienter ska kunna vara helt säkra på att få lojalt biträde. Advokaters fyra huvudsakliga kärnvärden är: oberoende, lojalitet med klienten, frihet från intressekonflikter och tystnadsplikt.
Etiska krav finns inom många yrken. Ett exempel på ett sådant yrke är journalistik. Här är begreppet pressetik inrättat. Dessa regler har tagits fram av Pressens samarbetsnämnd, ett gemensamt organ för Svenska Journalistförbundet, Publicistklubben, Tidningsutgivarna och Sveriges Tidskrifter. Inom medicin är även etiken viktig och här finns läkaretik. Alla som jobbar inom vården står under tillsyn av Inspektionen för vård och omsorg. Myndigheten kan, genom att göra en anmälan till Hälso- och sjukvårdens ansvarsnämnd, dra in läkares legitimation och pröva klagomål som gäller sjukhuspersonal.

## Advokatyrkets historia

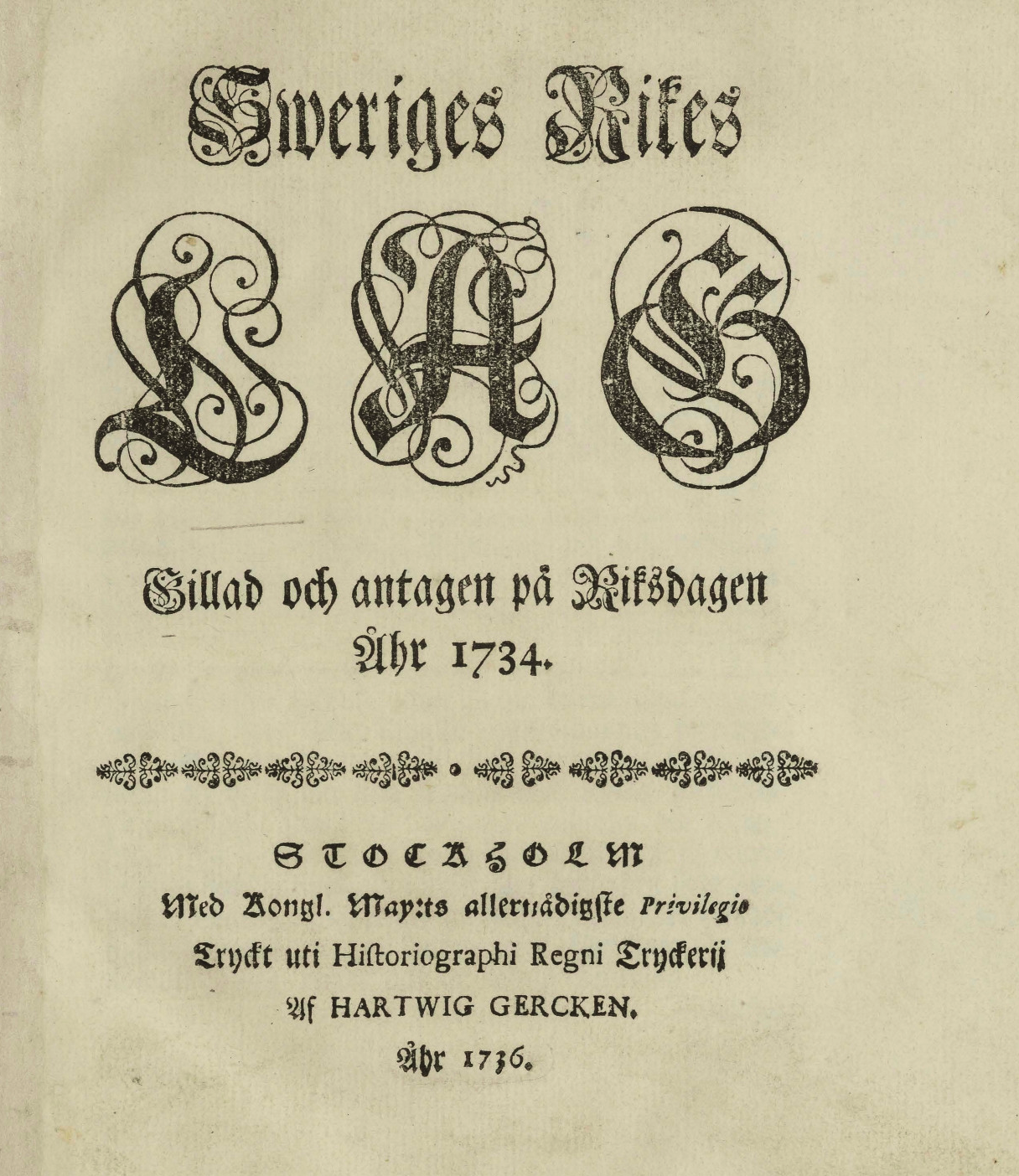
Sveriges Rikes Lag 1734

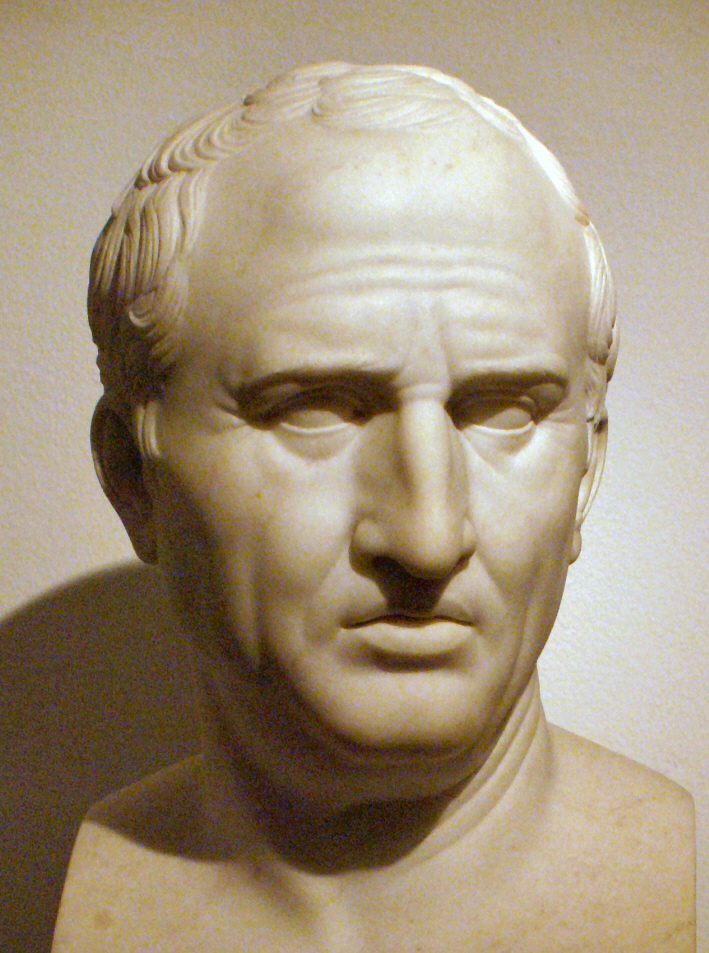
Den romerska författaren, politikern och advokaten Marcus Tullius Cicero (106 f.Kr. - 43 f.Kr.).

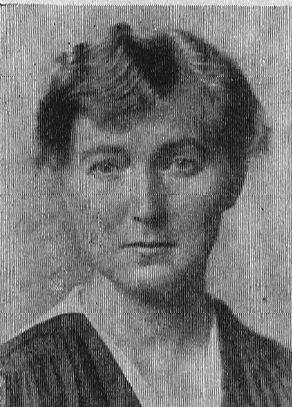
Sveriges första kvinnliga advokat, Eva Andén (1886–1970). Den 14 mars 1918 blev hon medlem i Sveriges Advokatsamfund.

Det är ett gammalt yrke att vara advokat. Advokater finns i nästan alla rättssamhällen och i olika rättskulturer. Redan i antikens Rom behövdes rättsliga biträden då människor hade tvister. Cicero (106–43 f.Kr) sade att "advokatens uppgift måste vara att med obegränsad omsorg tjäna den klient vars intressen han lovat att försvara". Innan det fanns advokater kallades de personer som agerade rättegångsbiträden för sakförare. En sakförare var en person som förde en annans talan. På 300-talet e.Kr infördes ett särskilt skråtvång vilket innebar att de som var medlemmar i skrået var tvungna att följa vissa regler. Advokater på den tiden fick vissa privilegier men var även t.ex. tvungna att bo i den domkrets där de arbetade. På 400-talet e.Kr var den moderna advokatrollen på många sätt redan klar. Under 1100-talet skedde i Bologna i Italien en slags juridisk utbildningsexplosion. Den innebar att det uppstod ett mer akademiskt utbildat juriststånd. I början av 1200-talet uppställdes krav på vissa platser i Europa på juridisk universitetsutbildning som villkor för rätten att verka som advokat.
År 1615 är den första gången som advokaten benämns i svensk lagtext. De arbetade då med att hjälpa till med att skriva inlagor åt klienter och kallades för prokuratorer. År 1734 var en väsentlig fråga om rättegångsfullmäktige skulle behöva vara juridiskt kunnig. En samhällsgrupp som tog starkt avstånd från detta var bönderna. Även i nutid finns vissa undantag på att ett rättegångsbiträde måste vara just advokat. Rättigheten att i Sverige välja sitt ombud själv är troligtvis en orsak till att Sverige nu inte har advokatmonopol. Sveriges Advokatsamfund skapades sedan på enskilt initiativ år 1887. Det fanns under denna tid en önskan om en välutbildad och självständig advokatkår som kunde ansvara för en god advokatetik. Den första advokaten uteslöts år 1898. År 1918 accepterades den första kvinnliga advokaten, Eva Andén, till Sveriges Advokatsamfund. Advokatens uppgift nu är i stort sett den samma som på romartiden. Advokatens huvudsakliga uppgift är att ta till vara sin klients intressen.
Advokatyrket är under konstant förändring och påverkas av samhällets utveckling. Rättstillämpning och lagstiftning påverkas av de förändringar som sker i samhället. Sovjetunionens fall, terrorattentatet den 11 september 2001 mot World Trade Center, Sveriges inträde i EU och Berlinmurens fall är alla exempel på händelser under nutid som haft inverkan på samhället och advokatyrket. Advokatens roll i samhället har inte alltid sett ut på samma sätt men advokatens huvuduppdrag har dock alltid varit samma under tidernas gång: att redbart och nitiskt utföra de uppdrag som anförtrotts denne.

## Advokatetikens historia
Begreppet god advokatsed har skapats och utvecklats inom Sveriges Advokatsamfund. Redan från det att organisationen var en privat sammanslutning, åren 1887–1948, utvecklades den goda advokatseden. I och med att den nya rättegångsbalken antogs år 1942 och trädde i kraft den 1 januari 1948 fick Advokatsamfundet och den goda advokatseden rättslig status. Kapitel 8 i Rättegångsbalken, Om Advokater, reglerar bland annat vilka som får antas som ledamöter i Advokatsamfundet, hur en advokat ska utföra sitt uppdrag och hur tillsynen av advokatväsendet går till.
Advokatsamfundet har även stadgar som fastställs av Regeringen. Stadgarna talar om vilka ändamål Advokatsamfundet har och reglerar hur de styrs. I stadgarna finner man även de etiska regler om advokaters bestämmelser och plikter om disciplinärenden mot advokater. Från början innehöll Advokatsamfundets inga närmare bestämmelser om en ledamots yrkesplikter. Nya stadgar antogs år 1936 och i dem fanns bestämmelser om ledamöternas allmänna yrkesplikter. Justerade stadgar antogs av Advokatsamfundets fullmäktige den 25-26 maj 1962. De ändrades senast den 14 juni 2018.

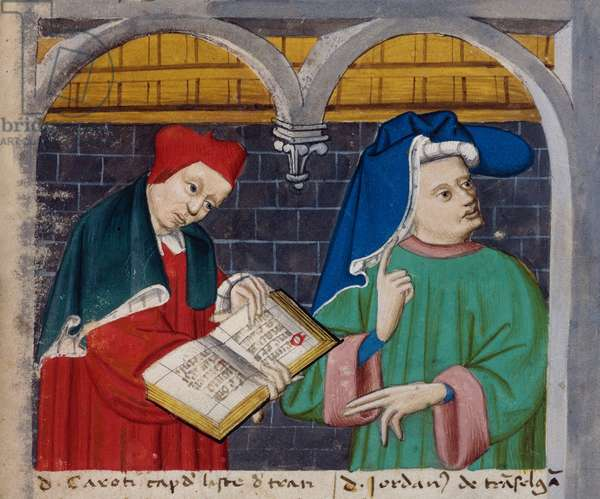
Notarie och advokat år 1434

År 1967 togs initiativ till skrivna vägledande regler om god advokatsed av Advokatsamfundets fullmäktige. År 1917 antogs den första versionen av de vägledande reglerna av Advokatsamfundets styrelse. De skriftliga etiska reglerna tillkom således 84 år efter att Sveriges Advokatsamfund bildades år 1887 och etiken hade redan varit en stor del av yrket under många år. Den nya regelboken år 1971 innefattade inget nytt för advokaterna eftersom de främst var en nedskrivning av de etiska normer som funnits och praktiserats av advokater sedan länge. Reglerna har sedan dess förändrats vid vissa tillfällen och fick sin väsentliga utformning år 1984. År 1984 tillkom exempelvis den regel som bestämmer att en advokat inte får främja orätt. År 1994 infördes två reformer i reglerna som inriktade sig på reklam och drivande av advokatverksamhet i aktiebolag.
År 2005 beslutade Advokatsamfundets styrelse om en etikkommitté i syfte att överblicka de vägledande reglerna om god advokatsed. Den 29 augusti 2008 fastställde Advokatsamfundets styrelse nya vägledande regler om god advokatsed. Dessa började gälla från och med den 1 januari 2009.
Den 1 januari 2009 omdisponerades regelverket och blev mer modernt. Inga nya etiska regler tillades men utformningen av reglerna skiljer sig från det tidigare regelverket. Från och med nu inleds regelverket med en generalklausul om advokatens roll i rättssamhället och särskilda ansvar och ställning för att sedan sköta de grundläggande skyldigheter advokaten har mot klienten, det som brukar betecknas som advokatyrkets kärnvärden.
År 2016 beslutade Advokatsamfundets styrelse om en ny regel, 2.9, i de vägledande reglerna om god advokatsed om "upprätthållande av mänskliga rättigheter i advokatverksamheten".  Advokater har ett särskilt ansvar för att upprätthålla mänskliga fri- och rättigheter i sin yrkesutövning. De vägledande reglerna stadgar sedan år 2016 särskilt, att "en advokat inte får lämna råd i syfte att motverka eller kringgå de mänskliga rättigheter som omfattas av 1950 års Europakonvention om skydd för de mänskliga rättigheterna".

## Sveriges Advokatsamfund

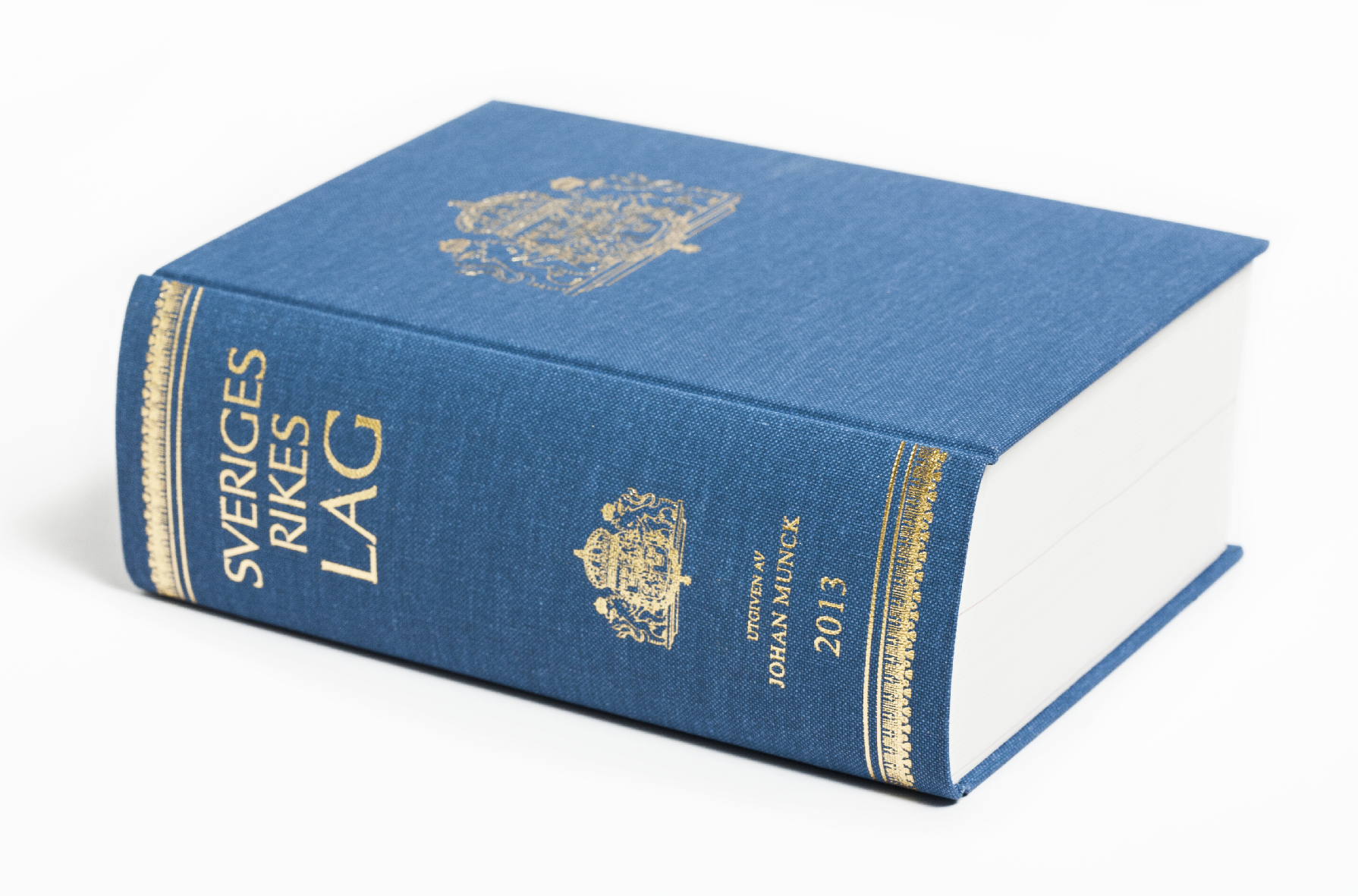
Sveriges Rikes Lag 2013, där rättegångsbalken utgör kap 8

Sveriges Advokatsamfund bildades år 1887. Det fanns under denna tid en önskan om en välutbildad och självständig advokatkår som kunde ansvara för en god advokatetik. Tillkomsten av Advokatsamfundet hängde ihop med en förändring av rättegångsväsendet som fanns i den så kallade nya lagberedningen år 1884. Där skrev man om det som kallades sakförarväsendet. Man beskrev då hur sakförarväsendet var en "sorglig anblick", att de som arbetade som sakförare var tvetydiga personer i både moraliskt och juridiskt hänseende och kallade de förbrännvinsadvokater. För att förbättra standarden hos sakförarna föreslog man då att särskilda sakförare skulle utnämnas av bl.a. domstol eller kungen. Man uppmanade även de skickligaste sakförarna att gå samman i en särskild sammanslutning för att höja den "allmänna andan inom yrket". År 1885 kallades till det första svenska sakförarmötet som i sin tur ledde fram till bildandet av Sveriges Advokatsamfund år 1887. I de första stadgarna för det nybildade samfundet stod att endast den som hade gjort särskilda kunskapsprov för domarämbetet fick vara ledamot. Det nybildade samfundet var enbart till för de sakförare som var juridiskt skolade. I början var Advokatsamfundet en ideell förening, utan offentligrättslig ställning och utan fastställande i lag. Ledamöterna av samfundet hade heller ingen prioritet till juridiska uppdrag. Vid Advokatsamfundets årsmöte 1894 lades ett förslag fram om ett advokatmonopol men det fick inte gehör.
Advokatsamfundet fick officiell status år 1948 då den nya rättegångsbalken infördes. I kap 8 i rättegångsbalken finns Advokatsamfundet reglerat. Det är Advokatsamfundet som beslutar vem som antas till ledamot, vilket ska vara en person som är känd för redbarhet och i övrigt bedöms lämplig att utöva advokatverksamhet. Beslut om nekat inträde kan överklagas till Högsta domstolen. Advokater ska sedan i sin yrkesutövning, enligt rättegångsbalken, främja god advokatsed. Advokatsamfundets styrelse beslutar vilka jurister som har styrkt sin lämplighet. Styrelsen består av 20 ledamöter av samfundet och ordförande är advokat.

## Disciplinnämnden
De advokater som bryter mot de etiska reglerna kan bli anmälda till Advokatsamfundets disciplinnämnd. När reglerna för advokatväsendet omarbetades år 1963 förändrades stadgarna vilket bidrog till att styrelsens disciplinära bestraffningsrätt kunde flyttas över till ett nytt organ inom Advokatsamfundet. Detta nya organ kom att kallas disciplinnämnden. En fråga blev genast om disciplinnämnden enbart skulle utgöras av advokater. Stockholms rådhusrätt menade att det av flera orsaker var viktigt att det i nämnden fanns representanter från allmänheten. Fler, som exempelvis statsåklagarna i Stockholm och Malmö, höll med om att nämnden skulle bestå av fler än bara advokater. Disciplinnämnden utgörs nu av åtta advokater och tre offentliga representanter utvalda av regeringen. Det röda blocket och det blå blocket nominerar varsin offentlig representant. Den tredje representanten företräder i sin tur konsumentintresset.
Fram till år 1997 hade alla ärenden prövats av huvudstyrelsen men den 1 juli 1997 lanserades prövningsavdelningar i disciplinnämnden. Dessa tog då över huvudstyrelsens prövningar av ärenden. I disciplinnämnden finns tre prövningsavdelningar. Varje avdelning utgörs av en offentlig representant och två advokater. Nämnden samlas vid tio tillfällen per år. För att ett beslut ska kunna tas behöver sex av de elva ledamöterna i Disciplinnämnden vara på plats. Detta kan ibland vara svårt då det föreligger jäv i ärenden och andra inte alltid kan närvara vid mötet. År 2011 infördes därför ett tillägg om att en ersättare ska kunna närvara. Kravet för att bli ersättare är att man tidigare har varit ledamot i disciplinnämnden.

## Regler om advokatetik
- Vägledande regler om god advokatsed[26]

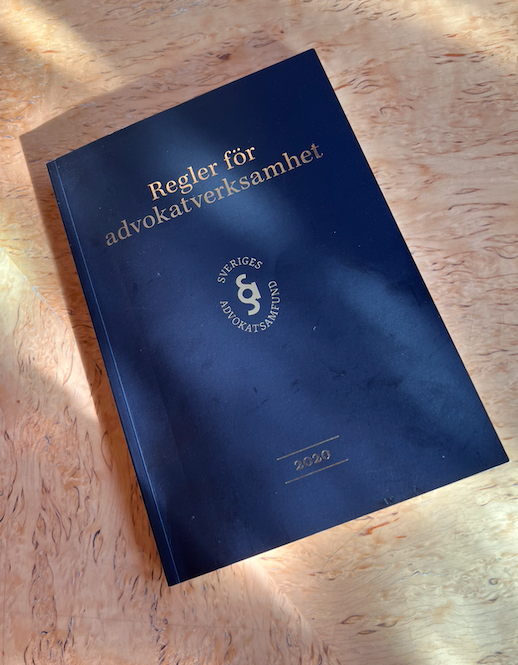
Regler för advokatverksamhet (2020)

Grunden i de vägledande reglerna om god advokatsed är advokatens skyldighet att alltid vara lojal med sin klient och enbart verka för dennes bästa. Hur en advokatbyrå ska drivas, förhållandet till domstol och motpart och arvode är även viktiga regler som ingår i god advokatsed. En advokats uppförande får aldrig influeras av advokatens egna fördelar. Advokater måste alltid bete sig riktigt och objektivt i syfte att bevara förtroende för advokatkåren. Advokater får på inga villkor främja orätt. En väsentlig princip i god advokatsed är att en advokat alltid ska vara oberoende gentemot domstolar och myndigheter och även alla intressen som kan tänkas inkräkta på advokaternas möjligheter att agera på det sätt som deras yrkesplikter kräver. Advokatetiken är en förutsättning för ett fungerande rättssamhälle. Ett krav för att advokater därför ska kunna agera på det vis som kan förväntas av dem i en rättsstat är att specifika villkor kan ställas på advokaterna och att advokatyrket kan bedrivas under särskilda förutsättningar. Under tiderna har advokatrollen ändrats. Affärsmässigt orienterade advokater har blivit allt mer förekommande och utvidgat advokatyrket från att tidigare enbart bestått av den allmänjuridiskt kunnige advokaten. Nu utgörs advokatkåren därför både av advokater som specialiserar sig inom ett visst område och av allmänpraktiserande advokater som tar ärenden inom ett stort område av juridiken. Trots detta måste de vägledande reglerna om god advokatsed verka i all typ av advokatverksamhet.
- Stadgar för Sveriges advokatsamfund[26]

Stadgarna för Sveriges advokatsamfund berättar vilka avsikter Advokatsamfundet har. Stadgarna beskriver även hur samfundet styrs, etiska regler om advokaters plikter samt regler om disciplinärenden mot advokater. Exempel på stadgar som finns är: om antagande av ledamot, om ledamots utträde, om tystnadsplikt för styrelseledamot och om yrkesplikter.
- Regler om advokater i rättegångsbalken[26]

Rättegångsbalken innehåller de regler för advokaters position i rättsstaten och Advokatsamfundets verksamhet. De regler som berör Advokatsamfundet ger samfundet vissa uppgifter som utgör myndighetsutövning exempelvis tillsyn över advokater och vilka som ska accepteras som ledamöter. Rättegångsbalken fastställer även advokatens tystnadsplikt. I rättegångsbalken står bl.a. följande om advokater: 
8 kap 1§

För riket skall finnas ett allmänt advokatsamfund. Stadgar för samfundet fastställas av regeringen. Advokat är den som är ledamot av samfundet.
8 kap 2§
Till ledamot av advokatsamfundet får endast den antas som 1. har hemvist i Sverige eller i en annan stat inom Europeiska unionen, Europeiska ekonomiska samarbetsområdet eller i Schweiz, 2. har avlagt de kunskapsprov som är föreskrivna för behörighet till domarämbete, 3. har genomgått för advokatverksamhet erforderlig praktisk och teoretisk utbildning, 4. har gjort sig känd för redbarhet, och 5. även i övrigt bedöms lämplig att utöva advokatverksamhet.
8 kap 4§  En advokat skall i sin verksamhet redbart och nitiskt utföra de uppdrag som anförtrotts honom och iaktta god advokatsed. En advokat är skyldig att förtiga vad han får kännedom om i sin yrkesutövning när god advokatsed kräver detta.
I advokatverksamhet som bedrivs i bolagsform får endast advokat vara delägare eller bolagsman, om inte advokatsamfundets styrelse medger undantag.

En advokat är skyldig att hålla sina huvudmäns pengar och andra tillgångar avskilda från det som tillhör honom själv.  
8 kap 7§

En advokat, som i sin verksamhet uppsåtligen gör orätt eller som annars förfar oredligt, ska uteslutas ur advokatsamfundet. När det gäller en sådan advokat som avses i 2 a § ska registreringen upphävas. Är omständigheterna mildrande, får advokaten i stället tilldelas en varning. En advokat som annars åsidosätter sina plikter som advokat får meddelas en varning eller erinran. Är omständigheterna synnerligen försvårande, får advokaten uteslutas ur samfundet eller, i fråga om en sådan advokat som avses i 2 a §, registreringen upphävas. En advokat som tilldelas en varning får, om det finns särskilda skäl, även åläggas att utge en straffavgift till samfundet med lägst ettusen och högst femtiotusen kronor.
8 kap 10§ 

Den som utan att vara behörig till det utger sig för att vara auktoriserad som advokat i Sverige eller i en annan stat inom Europeiska unionen, Europeiska ekonomiska samarbetsområdet eller i Schweiz, döms till böter
- Bokföringsreglemente[26]

Bokföringsreglementet reglerar hur klientens pengar ska tas hand om enligt Advokatsamfundets regler.
- Riktlinjer för professionell vidareutbildning av advokater[26]

Alla advokater är, med stöd av Advokatsamfundets stadgar, tvungna att uppfölja sin yrkeskompetens och måste därför gå igenom åtminstone 18 timmars utbildning varje år.
- Regler om god advokatsed för europeiska advokater[26]

Rådet för de europeiska advokatsamfunden, (Council of Bars and Law Societies of Europe, CCBE) bestämmer de regler som gäller god advokatsed för ledamöter i CCBE:s alla medlemsorganisationer.
- Stadga om den europeiska advokatkårens kärnprinciper[26]
- Europeiska konventionen om skydd för de mänskliga rättigheterna och de grundläggande friheterna artikel 6[26]

- United Nations Basic Principles on the Role of Lawyers[26]

FN:s regler om advokatetik har utformats för att hjälpa medlemsstaterna i deras jobb att säkerställa att advokater följer advokatetiken. Syftet är att FN:s regler ska hjälpa nationella regeringar i deras lagstiftningsarbete för att se till att upprätthålla den rättsstatliga demokratin.

## Brott mot etiken
Advokatsamfundets disciplinnämnden är de som prövar anmälningar mot ledamöter. 
Hur det går till när en advokat blir utesluten
Har en advokat brutit mot advokatetiken kan en skriftlig anmälan göras till disciplinnämnden. En disciplinanmälan tas först upp av en av de tre prövningsavdelningarna inom disciplinnämnden. Om prövningsavdelningen är ense om att en påföljd inte är angelägen avgör avdelningen ärendet själva. Är prövningsavdelningen inte ense om påföljd eller anser en påföljd nödvändig skickas ärendet vidare till disciplinnämnden. Här beslutar sedan hela disciplinnämnden om ärendet.
Är disciplinnämnden överens om att en advokat har brutit mot advokatetiken kan de besluta att förse advokaten med en disciplinär påföljd. Påföljderna är erinran, varning (kan kombineras med en straffavgift om högst 50 000 kronor) och i de allvarligaste fallen uteslutning. Möjligheten finns även, av både disciplinnämnden och prövningsavdelningen, att endast göra ett uttalande. Uttalandet blir dock ingen disciplinär påföljd. Om en advokat uteslutits från samfundet går detta att överklaga till Högsta Domstolen. Vid vissa tillfällen kan även Justitiekanslern efterfråga en omprövning i vissa beslut gjorda av disciplinnämnden.
Under 2000-talet (2000–2022) ökade antalet antalet advokater med 83 procent (från 3590 till 6571 advokater). Trots detta minskade anmälningarna till disciplinnämnden. År 2000 tog disciplinnämnden emot 604 anmälningar. År 2022 kom 457 anmälningar in vilket är en minskning med 24 procent från år 2000. En anledning till att anmälningarna under denna tidsperiod minskade kan vara att Advokatsamfundet lade ned mer tid på utbildning i advokatetik. År 2021 kom 476 anmälningar in till disciplinnämnden och 149 bidrog till påföljd. 86 advokater fick en erinran och 44 advokater tilldelades varningar. De advokater som fick ta emot varning med straffavgift var 15 stycken. 4 advokater uteslöts ur Advokatsamfundet där ett av fallen beslutades av Högsta domstolen. År 2022 tog disciplinnämnden emot 457 anmälningar vilket är 4 procent färre anmälningar än under 2021 och 16 procent färre anmälningar jämfört med år 2020.
| Disciplinnämnden, plenum                 | 2020 | 2021 | 2022 |
| Uttalande                                | 11   | 11   | 5    |
| Erinran                                  | 102  | 86   | 80   |
| Varning                                  | 30   | 44   | 32   |
| Varning med straffavgift                 | 24   | 15   | 11   |
| Uteslutning                              | 3    | 4*   | 4    |
| Ingen åtgärd                             | 38   | 38   | 33   |
| Avslås/avvisas/avskrivs och ingen åtgärd | 19   | 22   | 23   |
| Totalt                                   | 227  | 220  | 188  |

| Ärenden                                      | 2020 | 2021 | 2022 |
| Antal disciplinärenden upptagna av styrelsen | 38   | 59   | 47   |
| Antal inkomna disciplinanmälningar           | 545  | 476  | 457  |

## Advokatetik i samhällsdebatten
Det finns flera aktuella frågor som berör advokatetik eftersom advokatetiken ständigt förändras och måste förhålla sig till samtiden. Exempel på advokatetisk problematik är:
Resonemang kring att försvara en mördare

En fråga som ofta ställs är om det är etiskt rätt att försvara en person som är misstänkt exempelvis för att ha mördat eller utfört grova brott mot barn. I förslaget till Allmän Criminallag år 1832 lades idén fram om ett system med offentliga försvarare i brottmål. Under denna tid ansågs detta förslag vara omvälvande. Det ackusatoriska systemet, där försvararen och åklagaren ses som parter inför en opartisk domstol krävde en sådan insats av advokater.
I andra länder anser man, att en advokat eller den som i allmänhet befattar sig med utförandet av andras talan inför rätta icke sätter ringaste fläck på sin heder, om han biträder även i brottmål tilltalade personer. Man tror honom skydda icke brottet utan rättvisan.

Advokatens uppgift är att försäkra sig om att allt som talar till den tilltalades förmån kommer fram. Advokaten ska övervaka den tilltalades rätt under förundersökningen och kontrollera att åklagaren utför denna med den saklighet som lagen begär. Det finns besvärliga situationer där den misstänkte erkänner sitt brott för advokaten men nekar inför domstol och åklagare. Då advokaten har tystnadsplikt kan hen inte tala om vad klienten sagt i förtroende. Många erfarna advokater menar dock att denna situation är mycket ovanlig och något som majoriteten av dem inte varit med om. Det är dock vanligt att advokaten får en annan uppfattning om vad som har hänt. En uppfattning som inte stämmer överens med klientens historia. Det är för många advokater, trots detta, klart vad som är ett äkta stöd åt klienten och vad som går därutöver och inte hör till advokatens uppgift. Många advokater menar att man som försvarsadvokat försvarar rättvisan eller systemet men ur klientens perspektiv. Det är advokatens uppgift att klienten behandlas korrekt enligt lagen. Advokater som försvarare en mördare sympatiserar inte med deras gärningar utan de försvarar personen och inte brottet. Advokatens uppgift är att se till att det blir en balans i processen och en rättvis rättegång. 
En advokat som blivit uppmärksammad i frågan om hur man kan försvara en mördare är den norske advokaten Geir Lippestad. Lippestad försvarade den norske terroristen och massmördaren Anders Behring Breivik i den tio veckors långa rättegång som inledes den 16 april 2012. Lippestad har flera gånger blivit kritiserad och ifrågasatt om hur han kunde försvara en person som mördat 77 personer varav de flesta var barn och ungdomar. Geir Lippestads första reaktion var att tacka nej till uppdraget men senare ändrade han sig. Lippestad menade att om han någon gång skulle försvara rättssäkerheten och de rättsliga principerna var det nu. Geir Lippestad ansåg det som sin uppgift att försvara människan och hans rättigheter och att oavsett vad man har gjort förtjänar man en försvarare.
Gangsteradvokater
I oktober 2019 skrev en åklagare, Lisa Dos Santos, en debattartikel i Aftonbladet som handlade om oetiska brottmålsadvokater. Artikeln gick ut på att Dos Santos ansåg att det fanns en del brottmålsadvokater som hade en osund inställning till sitt arbete som försvarare. Dos Santos beskrev både hur vissa advokater marknadsförde sig på ett gangsterromantiskt sätt och att vissa advokater inte hade tillräcklig professionell distans till sina klienter. Efter debattartikeln uppstod en fortsatt debatt i media kring de offentliga försvararnas etik. 38 åklagare skrev senare en debattartikeln i Dagens Nyheter om att Advokatsamfundet ignorerar varningar om oetiska advokater. 64 advokater skrev i sin tur ett inlägg i Dagens Nyheter om att "det verkliga problemet är åklagare som löper amok". Advokatsamfundet beskrev hur de arbetade med frågorna och tog problematiken på allvar. 
Debatten har bl.a. handlat om hur brottmålsadvokater ska förhålla sig till sina klienter, uppträda i domstolen och marknadsföra sig. Åklagare har även varit negativt inställda till att advokater tjänar mycket pengar på stora brottmålsrättegångar. Advokaterna har framfört att kritiken från åklagarna är fel och att ett problem i rättssamhället också är åklagare som bedriver förundersökningar på ett sätt som inte alltid stämmer överens med rättsstatens principer. Debatten illustrerar åklagares och advokaters olika funktioner i rättssamhället där åklagare företräder staten och advokater försvarar de personer som är misstänkta för brott. I debatten visade sig en ökad polarisering mellan de olika aktörerna inom rättssamhället.  

### Exempel på fall där advokater har agerat i strid med de advokatetiska reglerna och som har blivit uppmärksammade i media
Rappvideo
Några väletablerade brottmålsadvokater medverkade i en känd artists, Z.E, rapvideo i en rättssal i Södertörns Tingsrätt. Artisten är kriminellt belastad och i videon ser man hur artisten går på borden i rättssalen, kastar en lagbok och uttrycker sig nonchalant gentemot rättsväsendet samtidigt som advokaterna sitter i rättssalen och tittar på. En debatt uppstod om det är etiskt korrekt av advokater att vara med i sådana sammanhang. Tillståndsansökan till tingsrätten hade sänts in av en av advokaterna även om videons huvudperson var myndig och hade sitt skivbolag med sig. I låttexten i musikvideon nämns vapen, brott och uttryck som att "hålla käften i rätten". Advokatsamfundets disciplinnämnd prövade frågan. Advokaterna menade att deras medverkan i videon inte hade någon koppling till deras arbete varför medverkan inte stod i strid med advokatetiken. Disciplinnämnden konstaterade emellertid att agerandet hade samband med deras verksamhet som advokat och att det därför kunde prövas mot reglerna om god advokatsed. Eftersom disciplinnämnden emellertid inte hade sett videoinspelningen när de prövade frågan fann de inte någon anledning att klandra advokaterna för medverkan. Efter disciplinnämnden hade fattat sitt beslut publicerades musikvideon och nya ärenden kom upp i disciplinnämnden. De konstaterade då att advokater alltid måste uppträda så att förtroendet för advokatkåren upprätthålls och att det därför är viktigt att en advokat tar reda på information om vilket sammanhang som advokaten ska delta i och om det är lämpligt att vara med eller inte. Eftersom advokaternas medverkan i videon dock tidigare redan hade prövats, rättskraft, kunde inte disciplinnämnden ändra de tidigare besluten och advokaterna fick inte någon påföljd.
Advokaterna Kungen och Prinsen
Advokaterna vid smeknamn Kungen och Prinsen blev uppmärksammade år 2021 då den krypterade kommunikationstjänsten vid namn encrochatt läckt ut. Encrotelefoner har använts ofta av kriminella personer för att kunna kommunicera skyddat. I chattarna kunde man finna användarkonton kopplade till advokaterna "Kungen" och "Prinsen" som visade hur de båda advokaterna fört vidare information som de erhållit under tystnadsplikt. En av advokaterna (Prinsen) hade även vidarebefordrat uppgifter som han tagit emot under polisförhör under yppandeförbud. Den 1 februari 2021 tog Advokatsamfundet emot en anmälan från Åklagarmyndigheten mot advokaterna i syfte att de begått brott mot god advokatsed. Åklagarna beskriver att advokaterna uppträtt som nätverkskriminella i kostym. Den 30 juni 2021 bestämde Disciplinnämnden om uteslutning av de båda advokaterna. Disciplinnämnden fann att den ena advokaten hade försummat god advokatsed vid två tillfällen som inneburit att information som inkluderats av yppandeförbud och restriktioner förts vidare till obehöriga. Advokaten hade även tagit sig an uppdrag utan tillräcklig erfarenhet och även utfört uppdragen på ett felaktigt sätt. Den andra advokaten hade även svårt brutit mot god advokatsed då även han fört vidare information som rymdes av restriktioner till utomstående. Advokaten valde även att inte delta vid nämndens sammanträde vilket bedömds vara brist på god advokatsed. Disciplinnämnden skriver i sitt beslut bl.a. att advokaternas handlande inte kan förstås på något annat sätt än att de helt valt att bortse från sina skyldigheter som advokater för att istället på ett otillbörligt sätt utnyttja den ställning som följer av att vara advokat. De båda advokaterna har efter uteslutningen blivit dömda för sex respektive fyra års fängelse för medhjälp till stämpling till mord och för medhjälp till synnerligen grovt narkotikabrott och brott mot yppandeförbud.
Marknadsföringsvideo
Advokaterna (Rodney Humprey och Peter Nilsson) publicerade 2019 ett videoklipp på sin advokatbyrås instagramkonto där de marknadsför sin byrå. I klippet ser man hur advokaterna bär solglasögon och med whiskeyglas i handen förklarar hur en klient ska agera om de pratar med polis utan att deras advokat är närvarande och uppmanar tittarna att välja en advokat från deras advokatbyrå. Videon fick stor spridning på nätet och många såg filmen som ett opassande sätt för advokater att marknadsföra sig. Advokaterna menade att de försökte marknadsföra sin advokatbyrå med "glimten i ögat" och att de ville förmedla en positiv och lättsam bild av yrket. Advokatbyrån valde senare efter den uppstådda debatten att ta bort videon från instagram. Den 5 december 2019 valde disciplinnämnden att ta upp ärendet. Disciplinnämnden valde att ge advokaterna varsin varning som påföljd.